# عرفات (اسم)
عرفات هو اسم علم مذكر من أصل عربي، ومعناه هو اسم موقف الحاج يوم عرفة في التاسع من ذي الحجة وجبل عرفة هو المقصودويقع على بعد انثي عشر ميلًا من مكة، وهو اسم مفرد جاء بصيغة الجمع.

## شخصيات تحمل الاسم
- عرفات الذيب
- عرفات دجاكو (لاعب كرة قدم توغولي، 10 نوفمبر 1988[3] – )
- عرفات سوني (لاعب كركيت بنغلاديشي، 29 سبتمبر 1986 – )

## وصلات خارجية
- موسوعة السلطان قابوس لأسماء العرب نسخة محفوظة 5 أبريل 2019 على موقع واي باك مشين.